# Dermanura rosenbergi
Dermanura rosenbergi — вид лиликоподібних ссавців родини листконосові (Phyllostomidae). Раніше був включений до виду Artibeus glaucus.

## Середовище проживання
Зустрічається в Колумбії і Еквадорі. Живе у вологих тропічних лісах на висотах нижче 500 метрів.

## Життя
Харчується плодами, а також комахами.